# リトル・プリンス
リトル・プリンス（原題：Little Lord Fauntleroy）は、1980年のイギリスのファミリー映画。フランシス・ホジソン・バーネットの『小公子』を原作とする。
監督はジャック・ゴールド、出演はリッキー・シュローダー、アレック・ギネス、エリック・ポーター、コニー・ブース、コリン・ブレイクリー。
NHK総合では『小公子』の題で放送された。

## キャスト
| 役名                                | 俳優                     | 日本語吹替               | 日本語吹替                                |
| 役名                                | 俳優                     | NHK総合版                | NHK-BS2版                                 |
| ----------------------------------- | ------------------------ | ------------------------ | ----------------------------------------- |
| セドリック・エロル/フォントルロイ卿 | リッキー・シュローダー   | 合野琢真                 | 入野自由                                  |
| ドリンコート伯爵                    | アレック・ギネス         | 久米明                   | 久米明                                    |
| エロル夫人                          | コニー・ブース           | 鈴木弘子                 | 池田昌子                                  |
| ハビシャム                          | エリック・ポッター       | 阪脩                     | 坂口芳貞                                  |
| サイラス・ホッブス                  | コリン・ブレイクリー     | 上田敏也                 | 納谷六朗                                  |
| コンスタンシア・ロリデル夫人        | レイチェル・ケンプソン   | 京田尚子                 | 斉藤昌                                    |
| メアリー                            | カーメル・マクシャリー   | 前田敏子                 | 秋元千賀子                                |
| ドーソン                            | アントニア・ペンバートン | 翠準子                   | 竹口安芸子                                |
| ディック                            | ロルフ・サクソン         | 牛山茂                   | 後藤敦                                    |
| トーマス                            | ジョン・ケーター         | なし                     | 長島雄一                                  |
| マルドール牧師                      | ピーター・コプリー       | 北村弘一                 | 塚田正昭                                  |
| ウィルキンズ                        | パトリック・スチュワート | 峰恵研                   | 石田圭祐                                  |
| メロン                              | ジェリー・カウパー       | 潘恵子                   | 湯屋敦子                                  |
| ディブル夫人                        | パッツィ・ローランズ     | 弘中くみ子               | 水原リン                                  |
| ミナ・ティプトン                    | ケイト・ハーパー         | 吉田理保子               | 唐沢潤                                    |
| ベン・ティプトン                    | エドワード・ワイリー     | 沢木郁也                 | 水野龍司                                  |
| スミフ                              | アン・ウェイ             |                          |                                           |
| キムジー                            | トニー・メロディー       |                          |                                           |
| レディ・グレース                    | ローハン・マッカロー     |                          |                                           |
| ジョージー                          | ディコン・マレー         |                          |                                           |
| ハリー・ロリデル卿                  | バラード・バークレー     |                          |                                           |
| ヒギンズ                            | ジョン・サウスワース     |                          |                                           |
| アシュビー・デレファント卿          | ノーマン・ピット         |                          |                                           |
| 将校                                | ビル・ナイ               |                          |                                           |
| 日本語版製作スタッフ                |                          |                          |                                           |
| 演出                                |                          | 山田悦司                 | 木村絵理子                                |
| 翻訳                                |                          | 入江敦子                 | 森みさ                                    |
| 調整                                |                          | 近藤勝之                 | 荒井孝                                    |
| 効果                                |                          | 新音響                   | 桜井俊哉                                  |
| 制作                                |                          | コスモプロモーション     |                                           |
| 初回放送                            |                          | 1988年8月6日 19:20~21:00 | 1999年2月1日 『衛星映画劇場』 20:00~21:45 |